# Alfred Molina
Pour les articles homonymes, voir Molina.
Alfred Molina, crédité sous son nom complet Alfredo Molina, né le 24 mai 1953 à Paddington, près de Londres, en Angleterre, au Royaume-Uni, est un acteur et producteur britannico-américain.

## Biographie

### Jeunesse & enfance
Alfredo Molina est né  le 24 mai 1953 dans le quartier londonien de Paddington, quartier de Londres, en Angleterre au Royaume-Uni. Son père, Esteban, ayant quitté Madrid en 1939 pour fuir la guerre civile d'Espagne, travailla comme serveur, puis chauffeur dans un hôtel. Sa mère, d'origine italienne, arrivée en 1948, était gouvernante et cuisinière dans un hôtel. Alfred grandit à Notting Hill.

### Parcours
Il prend la décision de devenir acteur à l'âge de neuf ans, après avoir vu le film Spartacus de Stanley Kubrick avec Kirk Douglas. Il commence par rejoindre le National Youth Theatre avant de suivre les cours de la Guildhall School of Music and Drama d'où il sort avec un diplôme de comédie classique. Ses dix premières années de carrière artistique sont entièrement consacrées au théâtre, notamment, dès 1977, dans la Royal Shakespeare Company. Il apparait dans plusieurs productions : Troïlus et Cressida et Le Roi Lear. Sa grande taille lui confère une certaine prestance sur scène, et en 1979, il se fait remarquer dans la pièce Mort accidentelle d'un anarchiste (Accidental Death of an Anarchist) de Dario Fo en jouant le maniaque.

### Carrière
Il se fait remarquer pour la première fois au cinéma dans Les Aventuriers de l'arche perdue de Steven Spielberg, en 1981. Il y joue le rôle de Satipo, le perfide guide d'Indiana Jones de la séquence d'ouverture. Il gagnera 2 500 dollars pour une semaine de travail selon ses dires. Après avoir joué des rôles mineurs, il peut montrer tout son jeu d'acteur en 1987 face à Gary Oldman dans le film Prick Up Your Ears de Stephen Frears.
Dans les années 1990, il joue dans plusieurs films qui lui valent des distinctions, comme Boogie Nights (1997) et Magnolia (1999) de Paul Thomas Anderson et Le Chocolat de Lasse Hallström (2001).
Alfred Molina est également un comédien qui joue dans plusieurs pièces de théâtre. En 1998, il monte pour la première fois sur les planches de Broadway en interprétant Yvan dans « Art » de Yasmina Reza. Ce rôle lui permettra d'obtenir un Drama Desk Awards, ainsi qu'une nomination aux Tony Awards.
En 2002, il partage l'affiche avec Salma Hayek dans le film Frida de Julie Taymor, ce qui lui vaudra de nombreuses nominations, notamment aux British Academy Film Awards. En 2004, il interprète le Dr Otto Octavius dans Spider-Man 2 de Sam Raimi. Il obtient alors des rôles importants dans plusieurs films à gros budgets : Da Vinci Code de Ron Howard en 2006, La Panthère rose 2 de Harald Zwart en 2009, L'Apprenti sorcier de Jon Turteltaub en 2010.
Il ne s'éloigne cependant pas du petit écran : en 2010-2011, il est le substitut du procureur principal Ricardo Morales dans la série Los Angeles, police judiciaire.
En décembre 2021, Alfred Molina reprend son rôle de Docteur Octopus dans le film Spider-Man: No Way Home, prenant place dans l'univers cinématographique Marvel. En décembre 2022 il se fait remarquer dans la série Three Pines, une série originale prime vidéo.

### Vie privée
Alfred Molina vit à Los Angeles avec sa femme. Il parle couramment l'espagnol.
Il fut marié à Jill Gascoine, actrice et auteure britannique, de 1986 jusqu'au décès de celle-ci en 2020. Il épouse ensuite Jennifer Lee en août 2021.
En 2004, il devient citoyen américain. Il révise longuement pour passer le difficile test de naturalisation des États-Unis, mais son examinateur le reconnaît et lui pose des questions faciles.

## Théâtre
- 1980 : Oklahoma !, comédie musicale (West End, Londres) : Jud Fry
- 1982 : Destry Rides Again (West End, Londres)
- 1991 : Henri IV de William Shakespeare (Off-Broadway, New York) : John
- 1995 : Molly Sweeney (Off-Broadway, New York) : Frank Sweeney
- 1998 : « Art » de Yasmina Reza (Broadway, New York) : Yvan
- 1998 : Dear World (New York) : The Sewerman
- 2004 : Un violon sur le toit, comédie musicale (Broadway, New York) : Tevye
- 2007 : Howard Katz (Off-Broadway, New York) : Howard Katz
- 2010 : Rouge de John Logan (Broadway, New York) : Mark Rothko
- 2023 : Oncle Vania de Mikhaïl Tchekhov (Lincoln Theater) : professeur Sérébriakov

## Filmographie

### Cinéma

#### Longs métrages
- 1981 : Les Aventuriers de l'arche perdue (Raiders of the Lost Ark) de Steven Spielberg : Satipo
- 1985 : Ouragan sur l'eau plate (Water) de Dick Clement : Pierre
- 1985 : Ladyhawke, la femme de la nuit (Ladyhawke) de Richard Donner : Cezar
- 1985 : Bons baisers de Liverpool (Letter to Brezhnev) de Chris Bernard : Sergei
- 1987 : Prick Up Your Ears de Stephen Frears : Kenneth Halliwell
- 1988 : Pour une nuit d'amour (Manifesto) de Dušan Makavejev : Avanti
- 1991 : Jamais sans ma fille (Not Without My Daughter) de Brian Gilbert : Moody
- 1991 : American Friends de Tristram Powell : Oliver Syme
- 1992 : Avril enchanté (Enchanted April) de Mike Newell : Mellersh Wilkins
- 1993 : The Trial de David Hugh Jones : Titorelli
- 1993 : When Pigs Fly de Sara Driver : Marty
- 1994 : Les Nouvelles Aventures de Croc-Blanc (White Fang 2: Myth of the White Wolf) de Ken Olin : révérend Leland Drury
- 1994 : Maverick de Richard Donner : Angel
- 1994 : Cabin Boy d'Adam Resnick : Le professeur
- 1995 : Souvenirs de l'au-delà (Hideaway) de Brett Leonard : Dr Jonas Nyebern
- 1995 : La Mutante (Species) de Roger Donaldson : Dr Stephen Arden
- 1995 : Dead Man de Jim Jarmusch : Un missionnaire
- 1995 : La Famille Perez (The Perez Family) de Mira Nair : Juan Raul Perez
- 1995 : The Steal de John Hay : Cliff
- 1995 : Dernier voyage à Glasgow (Nervous Energy) de Jean Stewart : Ira Moss
- 1996 : Le Poids du déshonneur (Before and After) de Barbet Schroeder : Panos Demeris
- 1996 : Mojave Moon de Kevin Dowling : Sal
- 1996 : Scorpion Spring de Brian Cox : Denis Brabant
- 1997 : Anna Karénine (Anna Karenina) de Bernard Rose : Levin
- 1997 : Escape (A Further Gesture) de Robert Dornhelm : Tulio
- 1997 : Boogie Nights de Paul Thomas Anderson : Rahad Jackson
- 1997 : L'Homme qui en savait trop... peu (The Man Who Knew Too Little) de Jon Amiel : Boris Blavasky, le boucher
- 1998 : Les Imposteurs (The Impostors) de Stanley Tucci : Sir Jeremy Burtom
- 1998 : The Treat de Jonathan Gems : Colonel
- 1998 : Pete's Meteor de Joe O'Byrne : Hugh
- 1999 : Magnolia de Paul Thomas Anderson : Solomon Solomon
- 1999 : Allô, la police? (Dudley Do-Right) de Hugh Wilson : Snidely K. Whiplash
- 2000 : Le Chocolat (Chocolat) de Lasse Hallström : Comte De Reynaud
- 2000 : Il était une fois Jésus (The Miracle Maker) de Derek W. Hayes et Stanislav Sokolov : Simon, le pharisien (voix)
- 2001 : Texas Rangers : La Revanche des justiciers (Texas Rangers) de Steve Miner : John King Fisher
- 2002 : Frida de Julie Taymor : Diego Rivera
- 2002 : L'Amour, six pieds sous terre (Plots with a View) de Nick Hurran : Boris Plots
- 2003 : Ma vie sans moi (My Life Without Me) de Isabel Coixet : Le père d'Ann
- 2003 : Identity de James Mangold : Dr Malick
- 2003 : Coffee and Cigarettes de Jim Jarmusch : Alfred
- 2003 : Luther d'Eric Till : Johann Tetzel
- 2004 : Steamboy (Suchîmubôi) de Katsuhiro Ōtomo : Dr Eddie Steam (voix anglaise)
- 2004 : Investigations (Crónicas) de Sebastián Cordero : Victor Hugo Puente
- 2004 : Spider-Man 2 de Sam Raimi : Otto Octavius / Docteur Octopus
- 2006 : Da Vinci Code de Ron Howard : Monseigneur Aringarosa
- 2006 : As You Like It de Kenneth Branagh : Touchstone
- 2006 : Faussaire (The Hoax) de Lasse Hallström : Dick Suskind
- 2007 : Soie (Silk) de François Girard : Baldabiou
- 2007 : Chill Out, Scooby-Doo! de Joe Sichta : Professeur Jeffries (voix)
- 2007 : The Moon and the Stars de John Irvin : Davide Rieti
- 2007 : The Little Traitor de Lynn Roth : Dunlop
- 2007 : The Ten Commandments de Bill Boyce et John Stronach : Ramsès II (voix)
- 2008 : Noël en famille (Nothing Like the Holidays) d'Alfredo De Villa : Edy Rodriguez
- 2009 : Une éducation (An Education) de Lone Scherfig : Jack Mellor, le père de Jenny
- 2009 : La Panthère rose 2 (The Pink Panther 2) d'Harald Zwart : Pepperidge
- 2009 : Wonder Woman de Lauren Montgomery : Arès (voix)
- 2009 : The Lodger de David Ondaatje : Chandler Manning
- 2010 : Prince of Persia : Les Sables du Temps (Prince of Persia: The Sands of Time) de Mike Newell : Sheik Amar
- 2010 : L'Apprenti sorcier (The Sorcerer's Apprentice) de Jon Turteltaub : Horvath
- 2010 : La Tempête (The Tempest) de Julie Taymor : Stephano
- 2011 : Identité secrète (Abduction) de John Singleton : Frank Burton
- 2011 : Rango de Gore Verbinski : Roadkill (voix)
- 2012 : The Forger de Lawrence Roeck : Everly Campbell
- 2013 : La Vérité sur Emanuel (The Truth About Emanuel) de Francesca Gregorini : Dennis
- 2013 : Monstres Academy (Monsters University) de Dan Scanlon : Professeur Knight (voix)
- 2013 : Poe de Michael Sporn : Graham (voix)
- 2013 : Bless Me, Ultima de Carl Franklin : Antonio (voix)
- 2013 : Justin and the Knights of Valour de Manuel Sicilia : Reginald (voix)
- 2014 : Love Is Strange d'Ira Sachs : George
- 2014 : Heavenly Sword de Gun Ho Jang : Bohan (voix)
- 2014 : Un berceau sans bébé (Return to Zero) de Sean Hanish : Robert Royal
- 2014 : Duels (Swelter) de Keith Parmer : Doc
- 2014 : Le Prophète  (Kahlil Gibran's The Prophet) de Roger Allers, Gaëtan et Paul Brizzi, Joan Gratz, Mohammed Saeed Harib, Tomm Moore, Nina Paley, Bill Plympton, Joann Sfar et Michal Socha : Le sergent (voix)
- 2014 : We'll Never Have Paris de Simon Helberg et Jocelyn Towne : Terry
- 2015 : Aux yeux de tous (Secret In Their Eyes) de Billy Ray : Martin Morales
- 2015 : Strange Magic de Gary Rydstrom : Fairy King (voix)
- 2016 : Whiskey Tango Foxtrot de Glenn Ficarra et John Requa : Ali Massoud Sadiq
- 2016 : Brooklyn Village (Little Men) d'Ira Sachs : Hernán
- 2016 : Last Call (A Family Man) de Mark Williams : Al Wheeler
- 2016 : Paint It Black d'Amber Tamblyn : Cal Faraday
- 2017 : Message from the King de Fabrice Du Welz : Preston
- 2017 : Justice League Dark de Jay Oliva : Destiny (voix)
- 2018 : Breakable You d'Andrew Wagner : Paul Weller
- 2018 : Front Runner : Le Scandale (The Front Runner) de Jason Reitman : Ben Bradlee
- 2018 : Ralph 2.0 (Ralph Breaks the Internet) de Rich Moore et Phil Johnston : Double Dan (voix)
- 2018 : Au nom des femmes (Saint Judy) de Sean Hanish : Ray Hernandez
- 2018 : Red de Michael Grandage et Nick Morris : Mark Rothko
- 2018 : Henchmen d'Adam Wood : Baron Blackout (voix)
- 2019 : Contaminations (The Devil Has a Name) d'Edward James Olmos : Big Boss
- 2019 : Don't Let Go de Jacob Aaron Estes : Howard Keleshian
- 2019 : La Reine des neiges 2 (Frozen 2) de Chris Buck et Jennifer Lee : Roi Agnarr (voix)
- 2020 : Promising Young Woman d'Emerald Fennell : Jordan Green
- 2020 : The Water Man de David Oyelowo : Jim Bussey
- 2021 : Spider-Man: No Way Home de Jon Watts : Otto Octavius / Docteur Octopus
- 2021 : Chasseurs de Trolls : Le Réveil des Titans (Trollhunters: Rise of the Titans) de Francisco Ruiz Velasco, Johane Matte et Andrew Schmidt : Archie (voix)
- 2022 : Krypto et les Super-Animaux (DC League of Super-Pets) de Jared Stern et Sam Levine : Jor-El (voix)
- 2024 : The Instigators de Doug Liman : Richie Dechico
- 2024 : Harold et le Crayon magique (Harold and the Purple Crayon) de Carlos Saldanha : Le narrateur (voix)

#### Courts métrages
- 2002 : Ape de Rory Bresnihan : Mendez
- 2006 : Orchids de Bryce Dallas Howard : Cliff
- 2009 : Big Guy de David Oyelowo : Kent
- 2009 : Lessons in Self-Defense de Lee Miller : Ben
- 2012 : Serena de Rodrigo García : Le prêtre
- 2014 : The Stowaway de Rpin Suwannath : Commandant Delhart (voix)
- 2018 : The Overcoat de Meelis Arulepp et Sean P. Mullen : Le grand-père (voix)
- 2023 : Flutter d'Adam Levy : Jerry (voix)

### Télévision

#### Séries télévisées
- 1978 : The Losers : Nigel
- 1981 : Bognor : Le serveur
- 1982 : Joni Jones : Giovanni
- 1983 : Reilly: The Ace of Spies : Blumkin
- 1985 : Signé Cat's Eyes (Kyattsu Ai) : Détective Sergent Cropper (voix)
- 1986 : Casualty : Harry Horner
- 1987 : Deux Flics à Miami (Miami Vice) : L'avocat d'Esther
- 1989 : Saracen : Jose Morazan
- 1989 : Everyman : Le prêtre italien
- 1989 - 1992 : Screen One : Lionel Ellerman / Tony Hancock / Tadeusz Melnik / Harry Greaves
- 1989 - 1990 : Screen Two : John Ogdon / L'italien / Titorelli / Ira Moss
- 1990 - 1991 : El C.I.D. : Bernard Blake
- 1991 : Performance : George Melly
- 1991 : Ashenden : Carmona
- 1991 : Boon : Mike Hubble
- 1993 : A Year in Provence : Tony Havers
- 1993 : Crime Story : Ian Spiro
- 1996 : Tracey Takes On... : Mr. Dragotti
- 1998 : La Famille Delajungle (The Wild Thornberrys) : Elcio (voix)
- 1999 - 2001 : Un homme à femmes (Ladies Man) : Jimmy Stiles
- 2002 : Bram and Alice : Bram
- 2003 : La Ligue des justiciers (Justice League) : Roi Gustav (voix)
- 2005 : New York, unité spéciale (Law and Order: Special Victims Unit) : Gabriel Duvall
- 2005 : New York, cour de justice (Law and Order: Trial by Jury) : Gabriel Duvall
- 2007 : The Company : Harvey Torriti, dit le Sorcier
- 2007 : Monk : Peter Magneri
- 2010 - 2011 : Los Angeles, police judiciaire (Law and Order: Los Angeles) : Ricardo Morales, substitut du procureur principal
- 2010 - 2012 : Le Monde selon Tim (The Life & Times of Tim) : London Chairman (voix)
- 2010 - 2012 : Roger and Val Have Just Got In : Roger Stephenson
- 2011 : La Loi selon Harry (Harry's Law) : Eric Sanders
- 2012 : Kung Fu Panda : L'Incroyable Légende (Kung Fu Panda: Legends of Awesomeness) : Ke-Pa (voix)
- 2012 / 2015 - 2016 : Souvenirs de Gravity Falls (Gravity Falls) : Multi-Bear (voix)
- 2013 : Monday Mornings : Dr Harding Hooten
- 2013 : Drunk History : Sir Arthur Conan Doyle
- 2014 : Matador : Andrés Galan
- 2014 : Angie Tribeca : Dr Edelweiss
- 2014 : Rick et Morty (Rick and Morty) : Le Diable (voix)
- 2014 : WordGirl : Patrick Needlemeyer (voix)
- 2014 - 2017 : Penn Zero : Héros à mi-temps (Penn Zero: Part-Time Hero) : Rippen (voix)
- 2015 : Show Me a Hero : Hank Spallone
- 2015 : Long Live the Royals : Rupert (voix)
- 2015 : Axe Cop : Un vampire / Un scientifique (voix)
- 2016 : Close to the Enemy : Harold Lindsay-Jones
- 2016 - 2018 : Dragons : Par-delà les rives (Dragons: Race to the Edge) : Viggo (voix)
- 2016 / 2018 / 2020 : Robot Chicken : William Henry Seward / Lex Luthor / Thimble / Satipo / Un général de l'armée / Nostradamus (voix)
- 2016 / 2020 : American Dad! : Un chauffeur / Kazim (voix)
- 2017 : Feud : Robert Aldrich
- 2017 : I'm Dying Up Here : Carl Veisor
- 2018 : I Feel Bad : Max
- 2018 :  Welcome to the Wayne : Lui-même (voix)
- 2018 - 2023 : La Colo magique (Summer Camp Island) : Le monstre sous le lit / Le père d'Oscar / Andy (voix)
- 2019 : Le Trio venu d'ailleurs : Les Contes d'Arcadia (3Below: Tales of Arcadia) : Archie (voix)
- 2020 : Harley Quinn : Victor Fries / Mr. Freeze (voix)
- 2020 : Vampirina : Sir Ghoulgood (voix)
- 2020 : Crossing Swords : Robin des Bois (voix)
- 2020 : Mages et Sorciers : Les contes d'Arcadia (Wizards: Tales of Arcadia) : Archie (voix)
- 2020 : Infinity Train : Chandelier (voix)
- 2020 : Les Griffin (Family Guy) : L'homme du Panama / Le voisin de Chris (voix)
- 2020 : Santiago des mers (Santiago of the Seas) : Le Père Noël (voix)
- 2020 / 2022 : Les Green à Big City (Big City Greens) : Cogburn (voix)
- 2020 - 2024 : Solar Opposites : Le Duc (voix)
- 2021 : Maya and the Three : Lord Mictlan (voix)
- 2022 : Three Pines : Armand Gamache
- 2022 : Roar : Silas McCall
- 2023 : Praise Petey : Un Shih Tzu humain (voix)
- 2024 : Skeleton Crew : Benjar Pranic (voix)

#### Téléfilms
- 1982 : Anyone for Denis? de Dick Clement : Eric
- 1984 : Meantime de Mike Leigh : John
- 1984 : Angels in the Annexe de Rob Walker : Mike Brittain
- 1985 : Number One de Les Blair : D. C. Rogers
- 1992 : Angels de Philip Saville : George
- 1993 : Typhon's People d'Yvonne Mackay : Andreus
- 1993 : The Marshal d'Alan Clayton : Marshal Guarnaccia
- 1994 : Requiem Apache de David Ward Jones : Hanish
- 1998 : Rescuers: Stories of Courage: Two Couples de Tim Hunter et Lynne Littman : Emile Taquet
- 2001 : Le Crime de l'Orient-Express (Murder on the Orient Express) de Carl Schenkel : Hercule Poirot
- 2008 : Courtroom K d'Anthony Russo et Joe Russo : juge Robars
- 2009 : Yes, Virginia de Pete Circuitt : Francis Church (voix)
- 2011 : Innocent de Mike Robe : Sandy Stern
- 2012 : Loving Miss Hatto d'Aisling Walsh : Barrie
- 2013 : Assistance d'Adam Bernstein : Daniel Kurtzman
- 2014 : The Normal Heart de Ryan Murphy : Ben Weeks
- 2016 : Quatre Sœurs unies par le secret (Sister Cities) de Sean Hanish : Mort Stone
- 2017 : Hé Arnold !: Mission Jungle (Hey Arnold!: The Jungle Movie) de Raymie Muzquiz : La Sombra (voix)
- 2019 : Frankenstein's Monster's Monster, Frankenstein de Daniel Gray Longino : Aubrey Fields / Le Capitaine

### Jeux vidéos
- 2004 : Spider-Man 2 : Otto Octavius / Docteur Octopus (voix)
- 2014 : Elder Scrolls Online : Abnur Tharn (voix)
- 2017 : The Elder Scrolls Online: Morrowind : Abnur Tharn (voix)
- 2017 : Wilson's Heart : Bela Blasco (voix)
- 2018 : The Elder Scrolls Online: Summerset : Abnur Tharn (voix)
- 2023 : The Elder Scrolls Online: Necrom : Abnur Tharn (voix)
- 2024: Indiana Jones et le cercle ancien

## Distinctions

### Récompenses
| Année | Cérémonie                          | Catégorie                                      | Film                     |
| ----- | ---------------------------------- | ---------------------------------------------- | ------------------------ |
| 1990  | Broadcasting Press Guild Awards    | Meilleur acteur                                | Screen One               |
| 1990  | Royal Television Society Awards    | Meilleur acteur                                | Screen One et Screen Two |
| 1998  | Florida Film Critics Circle Awards | Meilleure distribution                         | Boogie Nights            |
| 2000  | Florida Film Critics Circle Awards | Meilleure distribution                         | Magnolia                 |
| 2003  | Imagen Foundation Awards           | Meilleur acteur                                | Frida                    |
| 2005  | Visual Effects Society Awards      | Meilleur acteur dans un film à effets spéciaux | Spider-Man 2             |
| 2013  | Ashland Independent Film Festival  | Meilleure distribution                         | La Vérité sur Emanuel    |

| Année | Cérémonie            | Catégorie                      | Pièce         |
| ----- | -------------------- | ------------------------------ | ------------- |
| 1996  | Theatre World Awards | Theatre World Awards           | Molly Sweeney |
| 1998  | Drama Desk Awards    | Meilleur acteur dans une pièce | « Art »       |

### Nominations
| Année | Cérémonie                                            | Catégorie                                                              | Film                                      |
| ----- | ---------------------------------------------------- | ---------------------------------------------------------------------- | ----------------------------------------- |
| 1990  | British Academy Television Awards                    | Meilleur acteur                                                        | Screen One                                |
| 1998  | Screen Actors Guild Awards                           | Meilleure distribution                                                 | Boogie Nights                             |
| 1999  | ALMA Awards                                          | Meilleure performance dans un téléfilm ou une mini-série               | Rescuers: Stories of Courage: Two Couples |
| 2000  | Screen Actors Guild Awards                           | Meilleure distribution                                                 | Magnolia                                  |
| 2001  | Screen Actors Guild Awards                           | Meilleure distribution                                                 | Le Chocolat                               |
| 2003  | British Academy Film Awards                          | Meilleur acteur dans un second rôle                                    | Frida                                     |
| 2003  | Critics' Choice Movie Awards                         | Meilleur acteur dans un second rôle                                    | Frida                                     |
| 2003  | Chicago Film Critics Association Awards              | Meilleur acteur dans un second rôle                                    | Frida                                     |
| 2003  | Las Vegas Film Critics Society Awards                | Meilleur acteur dans un second rôle                                    | Frida                                     |
| 2003  | Satellite Awards                                     | Meilleur acteur dans un second rôle dans un drame                      | Frida                                     |
| 2003  | Screen Actors Guild Awards                           | Meilleur acteur dans un second rôle                                    | Frida                                     |
| 2005  | Saturn Awards                                        | Meilleur acteur dans un second rôle                                    | Spider-Man 2                              |
| 2005  | London Film Critics Circle Awards                    | Acteur britannique de l'année                                          | Spider-Man 2                              |
| 2005  | Satellite Awards                                     | Meilleur acteur dans un second rôle dans un drame                      | Spider-Man 2                              |
| 2005  | MTV Movie Awards                                     | Meilleur méchant                                                       | Spider-Man 2                              |
| 2005  | Teen Choice Awards                                   | Meilleur méchant                                                       | Spider-Man 2                              |
| 2005  | Chlotrudis Awards                                    | Meilleur acteur dans un second rôle                                    | Coffee and Cigarettes                     |
| 2008  | London Film Critics Circle Awards                    | Acteur britannique                                                     | Faussaire                                 |
| 2009  | ALMA Awards                                          | Meilleur acteur                                                        | La Panthère rose 2                        |
| 2009  | British Independent Film Awards                      | Meilleur acteur dans un second rôle                                    | Une éducation                             |
| 2009  | Dallas-Fort Worth Film Critics Association Awards    | Meilleur acteur dans un second rôle                                    | Une éducation                             |
| 2009  | Satellite Awards                                     | Meilleur acteur dans un second rôle                                    | Une éducation                             |
| 2009  | St. Louis Film Critics Association Awards            | Meilleur acteur dans un second rôle                                    | Une éducation                             |
| 2009  | Washington D.C. Area Film Critics Association Awards | Meilleur acteur dans un second rôle                                    | Une éducation                             |
| 2010  | British Academy Film Awards                          | Meilleur acteur dans un second rôle                                    | Une éducation                             |
| 2010  | Critics' Choice Movie Awards                         | Meilleur acteur dans un second rôle                                    | Une éducation                             |
| 2010  | Chlotrudis Awards                                    | Meilleur acteur dans un second rôle                                    | Une éducation                             |
| 2010  | Vancouver Film Critics Circle                        | Meilleur acteur dans un second rôle                                    | Une éducation                             |
| 2010  | London Film Critics Circle Awards                    | Acteur britannique de l'année                                          | Une éducation                             |
| 2010  | Screen Actors Guild Awards                           | Meilleure distribution                                                 | Une éducation                             |
| 2014  | Primetime Emmy Awards                                | Meilleur acteur dans un second rôle dans une mini-série ou un téléfilm | The Normal Heart                          |

| Année | Cérémonie         | Catégorie                                 | Pièce                 |
| ----- | ----------------- | ----------------------------------------- | --------------------- |
| 1996  | Drama Desk Awards | Meilleur acteur dans une pièce            | Molly Sweeney         |
| 1998  | Tony Awards       | Meilleur acteur dans une pièce            | « Art »               |
| 2004  | Drama Desk Awards | Meilleur acteur dans une comédie musicale | Un violon sur le toit |
| 2004  | Tony Awards       | Meilleur acteur dans une comédie musicale | Un violon sur le toit |
| 2010  | Drama Desk Awards | Meilleur acteur dans une pièce            | Rouge                 |
| 2010  | Tony Awards       | Meilleur acteur dans une pièce            | Rouge                 |

## Voix francophones
En France, Gabriel Le Doze est la voix française régulière d'Alfred Molina. Philippe Faure l'a également doublé à quatre reprises.
Au Québec, il est régulièrement doublé par Luis de Cespedes jusqu'à sa mort. Et c'est Manuel Tadros qui lui succède.